# Víbora-listrada
A víbora-listrada (Bothriechis lateralis) é uma serpente que vive em tocas e é arborícola.
Vivem apenas nas florestas tropicais úmidas da Costa Rica e até no Panamá.
Possui escamas cheias de carena e um padrão de cores vivas, são azuis-esverdeados com pintas brancas.
Os filhotes possuem a coloração castanha com partes pretas.
São muito venenosas, e exigem rápido socorro.